# Jean-Baptiste Colbert

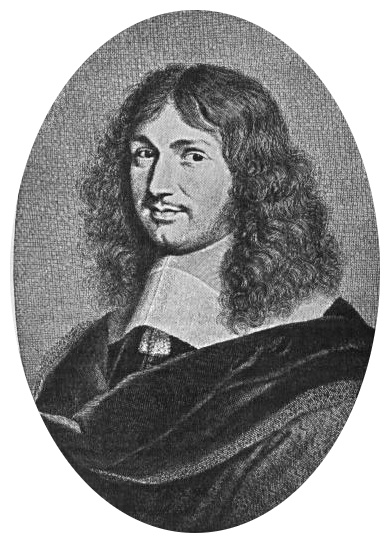
Jean-Baptiste Colbert

Jean-Baptiste Colbert (29 tháng 8 năm 1619 – 6 tháng 9 năm 1683) là bộ trưởng tài chính của Pháp từ 1665 đến 1683 dưới thời Louis XIV. Mme de Sévigné miêu tả ông là "một người miền Nam" vì Colbert lạnh lùng và ít càm xúc. Ông nổi tiếng nhờ việc chèo lái nền kinh tế Pháp bên bờ vực của sụp đổ. Các sử gia ghi nhận, mặc cho những cố gắng của Colbert, nước Pháp vẫn rơi vào nghèo đói vì Louis XIV chi tiêu quá nhiều cho chiến tranh. Colbert cũng được coi là một gương mặt nổi bật của chủ nghĩa trọng thương.
Ông đề ra chính sách thực hiện ở Pháp trong 100 năm gọi là chủ nghĩa Colbert với nội dung: 
- Chủ trương phát triển công nghiệp, trợ cấp tiền cho công nghiệp, kiểm tra, kiểm soát chặt chẽ chất lượng sản phẩm công nghiệp.
- thi hành hàng loạt biệp pháp chính, chính sách tàn phá nông nghiệp (hà khắc nông nghiệp): tăng thuế nông nghiệp, tăng giá vật tư nông nghiệp, phong tỏa thị trường nông sản.. làm khủng hoảng nông nghiệp, phá sản kinh tế nông dân.